# Gold Cup 2013
Navigation
États-Unis 2011 Canada-États-Unis 2015
La Gold Cup 2013, disputée aux États-Unis, est la douzième édition de la Gold Cup et la vingt-et-deuxième coupe des nations de l'Amérique du Nord, d'Amérique centrale et des Caraïbes (CONCACAF).
Elle se déroule aux États-Unis du 7 au 28 juillet 2013.

## Nations participantes
| Équipe                                                                        | Qualification    | Nombre de participations |
| Amérique du Nord                                                              | Amérique du Nord | Amérique du Nord         |
| ----------------------------------------------------------------------------- | ---------------- | ------------------------ |
| États-Unis                                                                    | D'office         | 12e                      |
| Mexique                                                                       | D'office         | 12e                      |
| Canada                                                                        | D'office         | 11e                      |
| Caraïbes - qualifiés par le biais de la Coupe caribéenne des nations 2012     |                  |                          |
| Cuba                                                                          | Vainqueur        | 7e                       |
| Trinité-et-Tobago                                                             | Finaliste        | 8e                       |
| Haïti                                                                         | 3e               | 5e                       |
| Martinique                                                                    | 4e               | 4e                       |
| Amérique centrale - qualifiés par le biais de la Coupe UNCAF des nations 2013 |                  |                          |
| Costa Rica                                                                    | Vainqueur        | 11e                      |
| Honduras                                                                      | Finaliste        | 11e                      |
| Salvador                                                                      | 3e               | 8e                       |
| Belize                                                                        | 4e               | 1er                      |
| Panama                                                                        | 5e               | 6e                       |

## Les effectifs
Chaque équipe peut comporter 23 joueurs dont trois d'entre eux devant être des gardiens de but. À partir des quarts de finale, chaque sélection peut remplacer quatre joueurs dans l'équipe mais les nouveaux joueurs doivent venir d'une pré-liste de 35 joueurs établie avant le début de la compétition,.

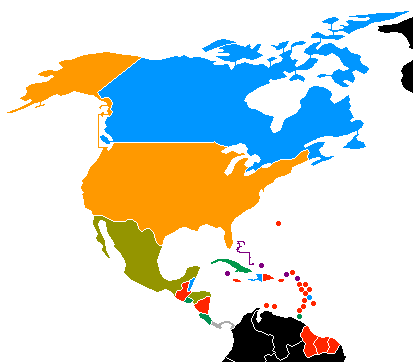
Champion
Finaliste
Demi-finaliste
Quart de finale
Phase de groupes
Non qualifié
non inscrit
Non-membre de la CONCACAF

## Les stades
Trente stades à travers les États-Unis étaient dans une liste regroupant les stades candidats à la tenue des matchs. Un processus de sélection s'est fait en partenariat avec Soccer United Marketing, le partenaire de la Gold Cup.Le 23 janvier, la CONCACAF annonce la liste des stades accueillant la compétition.
| Atlanta          | Baltimore        | Chicago          | Dallas           | Denver                              |
| ---------------- | ---------------- | ---------------- | ---------------- | ----------------------------------- |
| Georgia Dome     | M&T Bank Stadium | Soldier Field    | Cowboys Stadium  | Sports Authority Field at Mile High |
| Capacité: 71 250 | Capacité: 71 008 | Capacité: 61 500 | Capacité: 80 000 | Capacité: 76 125                    |
|                  |                  |                  |                  |                                     |

| Hartford         | Houston              | Los Angeles       | Miami            |
| ---------------- | -------------------- | ----------------- | ---------------- |
| Rentschler Field | BBVA Compass Stadium | Rose Bowl Stadium | Sun Life Stadium |
| Capacité: 40 000 | Capacité: 22 000     | Capacité: 92 542  | Capacité: 74 916 |
|                  |                      |                   |                  |

| New York         | Portland         | Salt Lake City    | Seattle           |
| ---------------- | ---------------- | ----------------- | ----------------- |
| Red Bull Arena   | Jeld-Wen Field   | Rio Tinto Stadium | CenturyLink Field |
| Capacité: 25 182 | Capacité: 19 566 | Capacité: 20 008  | Capacité: 67 000  |
|                  |                  |                   |                   |

## Premier tour
Tous les horaires données sont à l'heure de l'Est (UTC−04:00).
| Index des couleurs | Index des couleurs                                                                                                   |
| ------------------ | --- |
|                    | Équipes qualifiées pour les quarts de finale - Vainqueurs de groupe - Seconds du groupe - Les 2 meilleurs troisièmes |

### Groupe A
|   | Équipe     | Pts | J | G | N | P | BP | BC | Diff |
| - | ---------- | --- | - | - | - | - | -- | -- | ---- |
| 1 | Panama     | 7   | 3 | 2 | 1 | 0 | 3  | 1  | +2   |
| 2 | Mexique    | 6   | 3 | 2 | 0 | 1 | 6  | 3  | +3   |
| 3 | Martinique | 3   | 3 | 1 | 0 | 2 | 2  | 4  | -2   |
| 4 | Canada     | 1   | 3 | 0 | 1 | 2 | 0  | 3  | -3   |

| 7 juillet 2013 | Canada                    | 0 - 1   | Martinique                               | Rose Bowl Stadium, Pasadena                  |                                              |
| 17:30          | Johnson 35e · Teibert 85e | (0 – 0) | 38e Zaïre · 72e Arnolin · 90+3e Reuperné | Spectateurs : 56 822 Arbitrage : Marcos Brea | Spectateurs : 56 822 Arbitrage : Marcos Brea |
| 17:30          | Rapport                   |         |                                          | Spectateurs : 56 822 Arbitrage : Marcos Brea | Spectateurs : 56 822 Arbitrage : Marcos Brea |

| 7 juillet 2013 | Mexique      | 1 - 2   | Panama                  | Rose Bowl Stadium, Pasadena                     |                                                 |
| 20:00          | Fabián 45+2e | (1 – 1) | 7e (pen.) 48e G. Torres | Spectateurs : 56 822 Arbitrage : Walter Quesada | Spectateurs : 56 822 Arbitrage : Walter Quesada |
| 20:00          | Rapport      |         |                         | Spectateurs : 56 822 Arbitrage : Walter Quesada | Spectateurs : 56 822 Arbitrage : Walter Quesada |

| 11 juillet 2013 | Panama               | 1 – 0   | Martinique                    | CenturyLink Field, Seattle                      |                                                 |
| 20:30           | G. Torres 85e (pen.) | (0 – 0) | 20e, 73e Berdix · 87e Hérelle | Spectateurs : 28 354 Arbitrage : Armando Castro | Spectateurs : 28 354 Arbitrage : Armando Castro |
| 20:30           | Rapport              |         |                               | Spectateurs : 28 354 Arbitrage : Armando Castro | Spectateurs : 28 354 Arbitrage : Armando Castro |

| 11 juillet 2013 | Mexique                                         | 2 – 0   | Canada    | CenturyLink Field, Seattle                    |                                               |
| 23:00           | R. Jiménez 42e · Fabián 57e (pen.) · Montes 88e | (1 – 0) | 67e Edgar | Spectateurs : 28 354 Arbitrage : Joel Aguilar | Spectateurs : 28 354 Arbitrage : Joel Aguilar |
| 23:00           | Rapport                                         |         |           | Spectateurs : 28 354 Arbitrage : Joel Aguilar | Spectateurs : 28 354 Arbitrage : Joel Aguilar |

| 14 juillet 2013 | Panama     | 0 - 0   | Canada | Sports Authority Field, Denver                  |                                                 |
| 15:30           | Cedeño 25e | (0 – 0) |        | Spectateurs : 30 000 Arbitrage : Walter Quesada | Spectateurs : 30 000 Arbitrage : Walter Quesada |
| 15:30           | Rapport    |         |        | Spectateurs : 30 000 Arbitrage : Walter Quesada | Spectateurs : 30 000 Arbitrage : Walter Quesada |

| 14 juillet 2013 | Martinique                                       | 1 - 3   | Mexique                                            | Sports Authority Field, Denver               |                                              |
| 18:00           | Thomert 19e · Hérelle 29e · Parsemain 43e (pen.) | (1 – 2) | 21e Fabián · 34e Montes · 45+1e Castro · 90e Ponce | Spectateurs : 30 000 Arbitrage : Mark Geiger | Spectateurs : 30 000 Arbitrage : Mark Geiger |
| 18:00           | Rapport                                          |         |                                                    | Spectateurs : 30 000 Arbitrage : Mark Geiger | Spectateurs : 30 000 Arbitrage : Mark Geiger |

### Groupe B
|   | Équipe            | Pts | J | G | N | P | BP | BC | Diff |
| - | ----------------- | --- | - | - | - | - | -- | -- | ---- |
| 1 | Honduras          | 6   | 3 | 2 | 0 | 1 | 3  | 2  | +1   |
| 2 | Trinité-et-Tobago | 4   | 3 | 1 | 1 | 1 | 4  | 4  | 0    |
| 3 | Salvador          | 4   | 3 | 1 | 1 | 1 | 3  | 3  | 0    |
| 4 | Haïti             | 3   | 3 | 1 | 0 | 2 | 2  | 3  | -1   |

| 8 juillet 2013 | Salvador       | 2 - 2   | Trinité-et-Tobago                        | Red Bull Arena, Harrison                         |                                                  |
| 19:00          | Zelaya 22e 69e | (1 – 1) | 11e Daniel · 58e K. Jones · 73e K. Jones | Spectateurs : 20 000 Arbitrage : Marco Rodríguez | Spectateurs : 20 000 Arbitrage : Marco Rodríguez |
| 19:00          | Rapport        |         |                                          | Spectateurs : 20 000 Arbitrage : Marco Rodríguez | Spectateurs : 20 000 Arbitrage : Marco Rodríguez |

| 8 juillet 2013 | Haïti                     | 0 – 2   | Honduras                                      | Red Bull Arena, Harrison                            |                                                     |
| 21:30          | Aveska 70e · Guerrier 88e | (0 – 1) | 4e R. Martínez · 73e Beckeles · 78e M. Chávez | Spectateurs : 20 000 Arbitrage : Hugo Cruz Alvarado | Spectateurs : 20 000 Arbitrage : Hugo Cruz Alvarado |
| 21:30          | Rapport                   |         |                                               | Spectateurs : 20 000 Arbitrage : Hugo Cruz Alvarado | Spectateurs : 20 000 Arbitrage : Hugo Cruz Alvarado |

| 12 juillet 2013 | Trinité-et-Tobago | 0 – 2   | Haïti                         | Sun Life Stadium, Miami Gardens                         |                                                         |
| 19:00           | Molino 76e        | (0 – 1) | 16e 53e Maurice · 58e Alcenat | Spectateurs : 28 713 Arbitrage : Jeffrey Solis Calderón | Spectateurs : 28 713 Arbitrage : Jeffrey Solis Calderón |
| 19:00           | Rapport           |         |                               | Spectateurs : 28 713 Arbitrage : Jeffrey Solis Calderón | Spectateurs : 28 713 Arbitrage : Jeffrey Solis Calderón |

| 12 juillet 2013 | Honduras                     | 1 – 0   | Salvador                 | Sun Life Stadium, Miami Gardens               |                                               |
| 21:30           | Velásquez 37e · Claros 90+2e | (0 – 0) | 5e Menjivar · 72e García | Spectateurs : 28 713 Arbitrage : Jair Marrufo | Spectateurs : 28 713 Arbitrage : Jair Marrufo |
| 21:30           | Rapport                      |         |                          | Spectateurs : 28 713 Arbitrage : Jair Marrufo | Spectateurs : 28 713 Arbitrage : Jair Marrufo |

| 15 juillet 2013 | Salvador                | 1 - 0   | Haïti                                                | BBVA Compass Stadium, Houston                  |                                                |
| 19:00           | Zelaya 44e · Zelaya 76e | (0 – 0) | 33e Aveska · 66e Louis · 74e Maurice · 75e Montrévil | Spectateurs : 21 783 Arbitrage : Javier Santos | Spectateurs : 21 783 Arbitrage : Javier Santos |
| 19:00           | Rapport                 |         |                                                      | Spectateurs : 21 783 Arbitrage : Javier Santos | Spectateurs : 21 783 Arbitrage : Javier Santos |

| 15 juillet 2013 | Honduras                     | 0 - 2   | Trinité-et-Tobago                                          | BBVA Compass Stadium, Houston                    |                                                  |
| 21:30           | Velásquez 38e · Palacios 53e | (0 – 0) | 10e Molino · 11e Hyland · 48e (pen.) K. Jones · 67e Molino | Spectateurs : 21 783 Arbitrage : Marco Rodríguez | Spectateurs : 21 783 Arbitrage : Marco Rodríguez |
| 21:30           | Rapport                      |         |                                                            | Spectateurs : 21 783 Arbitrage : Marco Rodríguez | Spectateurs : 21 783 Arbitrage : Marco Rodríguez |

### Groupe C
|   | Équipe     | Pts | J | G | N | P | BP | BC | Diff |
| - | ---------- | --- | - | - | - | - | -- | -- | ---- |
| 1 | États-Unis | 9   | 3 | 3 | 0 | 0 | 11 | 2  | +9   |
| 2 | Costa Rica | 6   | 3 | 2 | 0 | 1 | 4  | 1  | +3   |
| 3 | Cuba       | 3   | 3 | 1 | 0 | 2 | 5  | 7  | -2   |
| 4 | Belize     | 0   | 3 | 0 | 0 | 3 | 1  | 11 | -10  |

| 9 juillet 2013 | Costa Rica                      | 3 – 0   | Cuba | Jeld-Wen Field, Portland                              |                                                       |
| 20:30          | Barrantes 52e 77e · Arrieta 71e | (0 – 0) |      | Spectateurs : 18 724 Arbitrage : Elmer Arturo Bonilla | Spectateurs : 18 724 Arbitrage : Elmer Arturo Bonilla |
| 20:30          | Rapport                         |         |      | Spectateurs : 18 724 Arbitrage : Elmer Arturo Bonilla | Spectateurs : 18 724 Arbitrage : Elmer Arturo Bonilla |

| 9 juillet 2013 | Belize                                 | 1 – 6   | États-Unis                                                                    | Jeld-Wen Field, Portland                               |                                                        |
| 23:00          | Gaynair 40e · Lennen 46e · Mariano 71e | (1 – 3) | 12e 37e 41e Wondolowski · 58e Holden · 72e Orozco Fiscal · 76e (pen.) Donovan | Spectateurs : 18 724 Arbitrage : Héctor Rodríguez (en) | Spectateurs : 18 724 Arbitrage : Héctor Rodríguez (en) |
| 23:00          | Rapport                                |         |                                                                               | Spectateurs : 18 724 Arbitrage : Héctor Rodríguez (en) | Spectateurs : 18 724 Arbitrage : Héctor Rodríguez (en) |

| 13 juillet 2013 | États-Unis                                              | 4 – 1   | Cuba                        | Rio Tinto Stadium, Sandy                      |                                               |
| 15:30           | Donovan 45+2e (pen.) · Corona 57e · Wondolowski 66e 85e | (1 – 1) | 36e Alfonso · 75e Y. Colomé | Spectateurs : 17 597 Arbitrage : David Gantar | Spectateurs : 17 597 Arbitrage : David Gantar |
| 15:30           | Rapport                                                 |         |                             | Spectateurs : 17 597 Arbitrage : David Gantar | Spectateurs : 17 597 Arbitrage : David Gantar |

| 13 juillet 2013 | Costa Rica                                         | 1 – 0   | Belize      | Rio Tinto Stadium, Sandy                           |                                                    |
| 18:00           | A. Rodríguez 48e · Eiley 49e (csc) · Barrantes 59e | (0 – 0) | 40e Gaynair | Spectateurs : 17 597 Arbitrage : Enrico Wijngaarde | Spectateurs : 17 597 Arbitrage : Enrico Wijngaarde |
| 18:00           | Rapport                                            |         |             | Spectateurs : 17 597 Arbitrage : Enrico Wijngaarde | Spectateurs : 17 597 Arbitrage : Enrico Wijngaarde |

| 16 juillet 2013 | Cuba                                                                  | 4 - 0   | Belize                          | Rentschler Field, East Hartford                    |                                                    |
| 17:30           | Clavelo 34e · Mablanche 47e · Martínez 38e 62e 84e · Y. Márquez 90+3e | (1 – 0) | 64e, 81e Gaynair · 70e E. Trapp | Spectateurs : 25 432 Arbitrage : Enrico Wijngaarde | Spectateurs : 25 432 Arbitrage : Enrico Wijngaarde |
| 17:30           | Rapport                                                               |         |                                 | Spectateurs : 25 432 Arbitrage : Enrico Wijngaarde | Spectateurs : 25 432 Arbitrage : Enrico Wijngaarde |

| 16 juillet 2013 | États-Unis                              | 1 - 0   | Costa Rica                                   | Rentschler Field, East Hartford                    |                                                    |
| 20:00           | Holden 60e · Shea 82e · Parkhurst 90+2e | (0 – 0) | 55e Pemberton · 57e Cunningham · 76e Arrieta | Spectateurs : 25 432 Arbitrage : Courtney Campbell | Spectateurs : 25 432 Arbitrage : Courtney Campbell |
| 20:00           | Rapport                                 |         |                                              | Spectateurs : 25 432 Arbitrage : Courtney Campbell | Spectateurs : 25 432 Arbitrage : Courtney Campbell |

### Meilleurs troisièmes
Les deux meilleurs troisièmes de groupe sont repêchés pour compléter le tableau des quarts-de-finale.
Il s'agit du Salvador (4 points) et de Cuba, départagé de la Martinique au nombre de buts marqués (5 pour Cuba contre 2 pour la Martinique) puisque les deux nations étaient à égalité au nombre de 3 points (3) et à la différence de buts (-2).   
| Groupe | Équipe     | Pts | J | G | N | P | Bp | Bc | Diff |
| ------ | ---------- | --- | - | - | - | - | -- | -- | ---- |
| B      | Salvador   | 4   | 3 | 1 | 1 | 1 | 3  | 3  | 0    |
| C      | Cuba       | 3   | 3 | 1 | 0 | 2 | 5  | 7  | -2   |
| A      | Martinique | 3   | 3 | 1 | 0 | 2 | 2  | 4  | -2   |

## Tableau final
|  | Quarts de finale                  | Quarts de finale                 |          |   | Demi-finales                     | Demi-finales                     |  |  | Finale                         | Finale                         |
|  | Quarts de finale                  | Quarts de finale                 |          |   | Demi-finales                     | Demi-finales                     |  |  | Finale                         | Finale                         |
|  |                                   |                                  |          |   |                                  |                                  |  |  |                                |                                |
|  | 20 juillet 15h - Georgia Dome     | 20 juillet 15h - Georgia Dome    |          |   | 24 juillet 19h - Cowboys Stadium | 24 juillet 19h - Cowboys Stadium |  |  | 28 juillet 16h - Soldier Field | 28 juillet 16h - Soldier Field |
|  | 20 juillet 15h - Georgia Dome     | 20 juillet 15h - Georgia Dome    |          |   | 24 juillet 19h - Cowboys Stadium | 24 juillet 19h - Cowboys Stadium |  |  | 28 juillet 16h - Soldier Field | 28 juillet 16h - Soldier Field |
|  | Mexique                           | 1                                |          |   | 24 juillet 19h - Cowboys Stadium | 24 juillet 19h - Cowboys Stadium |  |  | 28 juillet 16h - Soldier Field | 28 juillet 16h - Soldier Field |
|  | Mexique                           | 1                                |          |   | 24 juillet 19h - Cowboys Stadium | 24 juillet 19h - Cowboys Stadium |  |  | 28 juillet 16h - Soldier Field | 28 juillet 16h - Soldier Field |
|  | Trinité-et-Tobago                 | 0                                |          |   | 24 juillet 19h - Cowboys Stadium | 24 juillet 19h - Cowboys Stadium |  |  | 28 juillet 16h - Soldier Field | 28 juillet 16h - Soldier Field |
|  | Trinité-et-Tobago                 | 0                                | Mexique  | 1 |                                  |                                  |  |  | 28 juillet 16h - Soldier Field | 28 juillet 16h - Soldier Field |
|  | 20 juillet 18h - Georgia Dome     |                                  | Mexique  | 1 |                                  |                                  |  |  | 28 juillet 16h - Soldier Field | 28 juillet 16h - Soldier Field |
|  |                                   | Panama                           | 2        |   |                                  |                                  |  |  | 28 juillet 16h - Soldier Field | 28 juillet 16h - Soldier Field |
|  | Panama                            | Panama                           | 2        | 6 |                                  |                                  |  |  | 28 juillet 16h - Soldier Field | 28 juillet 16h - Soldier Field |
|  | Panama                            |                                  |          | 6 |                                  |                                  |  |  | 28 juillet 16h - Soldier Field | 28 juillet 16h - Soldier Field |
|  | Cuba                              | 1                                |          |   |                                  |                                  |  |  | 28 juillet 16h - Soldier Field | 28 juillet 16h - Soldier Field |
|  | Cuba                              | 1                                | Panama   | 0 |                                  |                                  |  |  |                                |                                |
|  | 21 juillet 16h - M&T Bank Stadium |                                  | Panama   | 0 |                                  |                                  |  |  |                                |                                |
|  |                                   | États-Unis                       | 1        |   |                                  |                                  |  |  |                                |                                |
|  | Honduras                          | États-Unis                       | 1        | 1 |                                  |                                  |  |  |                                |                                |
|  | Honduras                          | 24 juillet 22h - Cowboys Stadium |          | 1 |                                  |                                  |  |  |                                |                                |
|  | Costa Rica                        | 0                                |          |   |                                  |                                  |  |  |                                |                                |
|  | Costa Rica                        | 0                                | Honduras | 1 |                                  |                                  |  |  |                                |                                |
|  | 21 juillet 19h - M&T Bank Stadium |                                  | Honduras | 1 |                                  |                                  |  |  |                                |                                |
|  |                                   | États-Unis                       | 3        |   |                                  |                                  |  |  |                                |                                |
|  | États-Unis                        | États-Unis                       | 3        | 5 |                                  |                                  |  |  |                                |                                |
|  | États-Unis                        |                                  |          | 5 |                                  |                                  |  |  |                                |                                |
|  | Salvador                          | 1                                |          |   |                                  |                                  |  |  |                                |                                |
|  | Salvador                          | 1                                |          |   |                                  |                                  |  |  |                                |                                |

### Quarts-de-finale
| 20 juillet 2013 | Panama                                                                             | 6 - 1   | Cuba                                                                   | Georgia Dome, Atlanta                        |                                              |
| 15h30           | G. Torres 25e (pen.) 37e · Godoy 55e · Rodríguez 68e · Pérez 78e 88e · Jiménez 85e | (2 – 1) | 21e Alfonso · 26e Corrales · 28e Malblanche · 58e Martínez · 61e López | Spectateurs : 54 229 Arbitrage : Mark Geiger | Spectateurs : 54 229 Arbitrage : Mark Geiger |
| 15h30           | Rapport                                                                            |         |                                                                        | Spectateurs : 54 229 Arbitrage : Mark Geiger | Spectateurs : 54 229 Arbitrage : Mark Geiger |

| 20 juillet 2013 | Mexique                     | 1 - 0   | Trinité-et-Tobago         | M&T Bank Stadium, Baltimore                   |                                               |
| 18h30           | Montes 61e · R. Jiménez 84e | (0 – 0) | 59e Abu Bakr · 61e Daniel | Spectateurs : 54 229 Arbitrage : Joel Aguilar | Spectateurs : 54 229 Arbitrage : Joel Aguilar |
| 18h30           | Rapport                     |         |                           | Spectateurs : 54 229 Arbitrage : Joel Aguilar | Spectateurs : 54 229 Arbitrage : Joel Aguilar |

| 21 juillet 2013 | États-Unis                                                                           | 5 - 1   | Salvador               | M&T Bank Stadium, Baltimore   |                               |
| 16h00           | Goodson 15e · Goodson 21e · Corona 29e · E. Johnson 60e · Donovan 78e · Diskerud 83e | (2 – 1) | 39e Zelaya · 68e Ceren | Arbitrage : Enrico Wijngaarde | Arbitrage : Enrico Wijngaarde |
| 16h00           | Rapport                                                                              |         |                        | Arbitrage : Enrico Wijngaarde | Arbitrage : Enrico Wijngaarde |

| 21 juillet 2013 | Honduras                            | 1 - 0   | Costa Rica                  | M&T Bank Stadium, Baltimore   |                               |
| 19h00           | Chávez 36e · Najar 49e · Claros 59e | (0 – 0) | 30e Saborío · 69e Barrantes | Arbitrage : Courtney Campbell | Arbitrage : Courtney Campbell |
| 19h00           | Rapport                             |         |                             | Arbitrage : Courtney Campbell | Arbitrage : Courtney Campbell |

### Demi-finales
| 24 juillet 2013 | États-Unis                                        | 3 - 1   | Honduras   | Cowboys Stadium, Arlington |                            |
| 19h00           | E. Johnson 11e · Donovan 27e 53e · E. Johnson 90e | (2 – 0) | 52e Medina | Arbitrage : Walter Quesada | Arbitrage : Walter Quesada |
| 19h00           | Rapport                                           |         |            | Arbitrage : Walter Quesada | Arbitrage : Walter Quesada |

| 24 juillet 2013 | Panama                                      | 2 - 1   | Mexique                                  | Cowboys Stadium, Arlington    |                               |
| 22h00           | B. Pérez 13e · Quintero 45e · R. Torres 61e | (1 – 1) | 26e Montes · 36e Valenzuela · 54e Castro | Arbitrage : Courtney Campbell | Arbitrage : Courtney Campbell |
| 22h00           | Rapport                                     |         |                                          | Arbitrage : Courtney Campbell | Arbitrage : Courtney Campbell |

### Finale
| 28 juillet 2013 | États-Unis                                          | 1 - 0   | Panama                       | Soldier Field, Chicago                        |                                               |
| 16h00           | Bedoya 63e · Shea 69e · E. Johnson 90e · Shea 90+4e | (0 – 0) | 90+1e Parris · 90+3e Jiménez | Spectateurs : 57 920 Arbitrage : Joel Aguilar | Spectateurs : 57 920 Arbitrage : Joel Aguilar |
| 16h00           | Rapport                                             |         |                              | Spectateurs : 57 920 Arbitrage : Joel Aguilar | Spectateurs : 57 920 Arbitrage : Joel Aguilar |

| États-Unis | Panama |

| États-Unis:                       |    |                   |       |     |
|                                   |    |                   |       |     |
| GB                                | 1  | Nick Rimando      |       |     |
| DD                                | 15 | Michael Parkhurst |       |     |
| DC                                | 25 | Matt Besler       |       |     |
| DC                                | 21 | Clarence Goodson  |       |     |
| DG                                | 7  | DaMarcus Beasley  |       |     |
| MC                                | 14 | Kyle Beckerman    |       |     |
| MC                                | 11 | Stuart Holden     |       | 23e |
| MD                                | 20 | Alejandro Bedoya  | 63e   | 89e |
| MG                                | 6  | Joe Corona        |       | 68e |
| MO                                | 10 | Landon Donovan    |       |     |
| A                                 | 26 | Eddie Johnson     | 90e   |     |
| Changements :                     |    |                   |       |     |
| M                                 | 8  | Mikkel Diskerud   |       | 23e |
| M                                 | 23 | Brek Shea         | 90+4e | 68e |
| D                                 | 24 | Omar Gonzalez     |       | 89e |
| Sélectionneur :                   |    |                   |       |     |
| Andreas Herzog * Martín Vásquez * |    |                   |       |     |

| Panama:           |    |                   |       |     |
|                   |    |                   |       |     |
| GB                | 1  | Jaime Penedo      |       |     |
| DD                | 2  | Leonel Parris     | 90+1e |     |
| DC                | 23 | Roberto Chen      |       |     |
| DC                | 5  | Román Torres      |       |     |
| DG                | 4  | Carlos Rodríguez  |       |     |
| MD                | 8  | Marcos Sánchez    |       |     |
| MC                | 6  | Gabriel Gómez     |       | 74e |
| MC                | 20 | Aníbal Godoy      |       |     |
| MG                | 19 | Alberto Quintero  |       |     |
| AD                | 7  | Blas Pérez        |       |     |
| AG                | 9  | Gabriel Torres    |       | 64e |
| Changements :     |    |                   |       |     |
| M                 | 18 | Jairo Jiménez     | 90+3e | 64e |
| M                 | 16 | Rolando Blackburn |       | 74e |
| Sélectionneur :   |    |                   |       |     |
| Julio Dely Valdés |    |                   |       |     |

| Arbitres assistants : Juan Francisco Zumba Ricardo Morgan Quatrième arbitre : Enrico Wijngaarde Cinquième arbitre : Hermenerito Leal |

| Vainqueur de la Gold Cup 2013 États-Unis 5e titre |

Notes: Le sélectionneur allemand Jürgen Klinsmann n'est pas sur le banc de touche à la suite de la suspension de la FIFA pour avoir contesté une décision arbitrale au sujet d'un contact avec DaMarcus Beasley durant la rencontre précédente. Herzog et Vásquez sont donc les sélectionneurs pour cette finale.

## Statistiques

### Buteurs
| Place              | Joueur             | Buts | Passes décisives |
| ------------------ | ------------------ | ---- | ---------------- |
| Médaille d'or      | Landon Donovan     | 5    | 7                |
| Médaille d'argent  | Chris Wondolowski  | 5    | 1                |
| Médaille de bronze | Gabriel Torres     | 5    | 1                |
| 4                  | Rodolfo Zelaya     | 4    | 0                |
| 5                  | Ariel Martínez     | 3    | 1                |
| 6                  | Blas Pérez         | 3    | 1                |
| 7                  | Marco Fabián       | 3    | 1                |
| 8                  | Eddie Johnson      | 2    | 1                |
| 9                  | Jean-Eudes Maurice | 2    | 0                |
| 10                 | Joe Corona         | 2    | 0                |

### Passeurs
7 passes décisives
- Landon Donovan

3 passes décisives
- Alejandro Bedoya

2 passes décisives
- Miguel Layún
- Alberto Quintero
- Kyle Beckerman

1 passe décisive
| - Elroy Smith - Kenny Cunningham - Jaime Colomé - Alberto Gómez - Ariel Martínez - Liván Pérez - Brayan Beckeles - Marvin Chávez - Edder Delgado - Alexander López - Mario Martínez - Jorge Enríquez - Marco Fabián - Israel Jiménez - Rafael Márquez Lugo | - Jairo Jiménez - Blas Pérez - Carlos Rodríguez - Gabriel Torres - Darwin Cerén - Carlos Edwards - Joevin Jones - Kenwyne Jones - Edgar Castillo - Eddie Johnson - Michael Parkhurst - Chris Wondolowski |